# Colonne votive di Milano

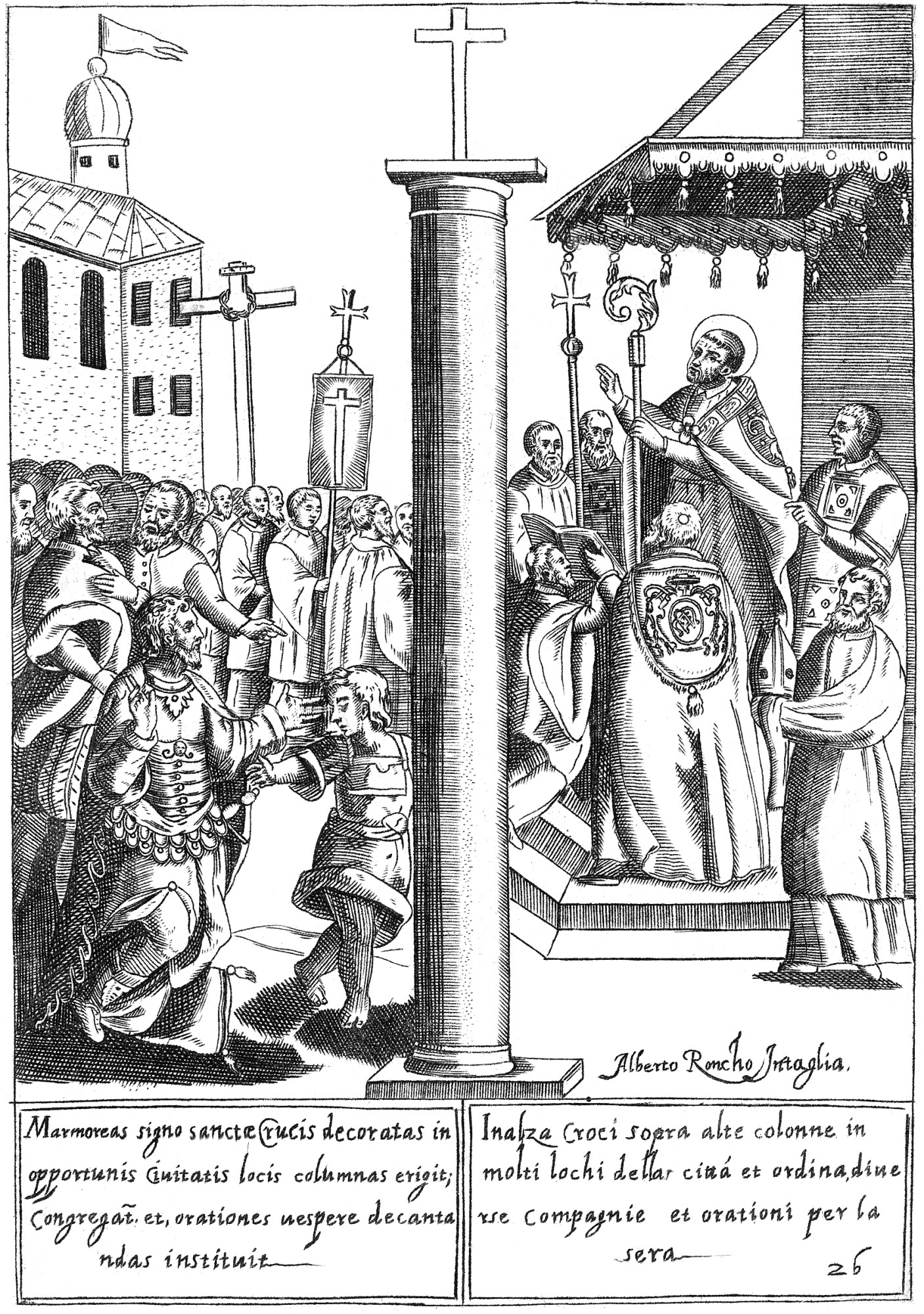
L'arcivescovo Carlo Borromeo consacra la croce di San Barnaba al Cordusio

Le colonne votive di Milano, indicate anche coi nomi di croci votive o crocette, sono delle colonne votive costruite a Milano in epoche diverse.

## Origine

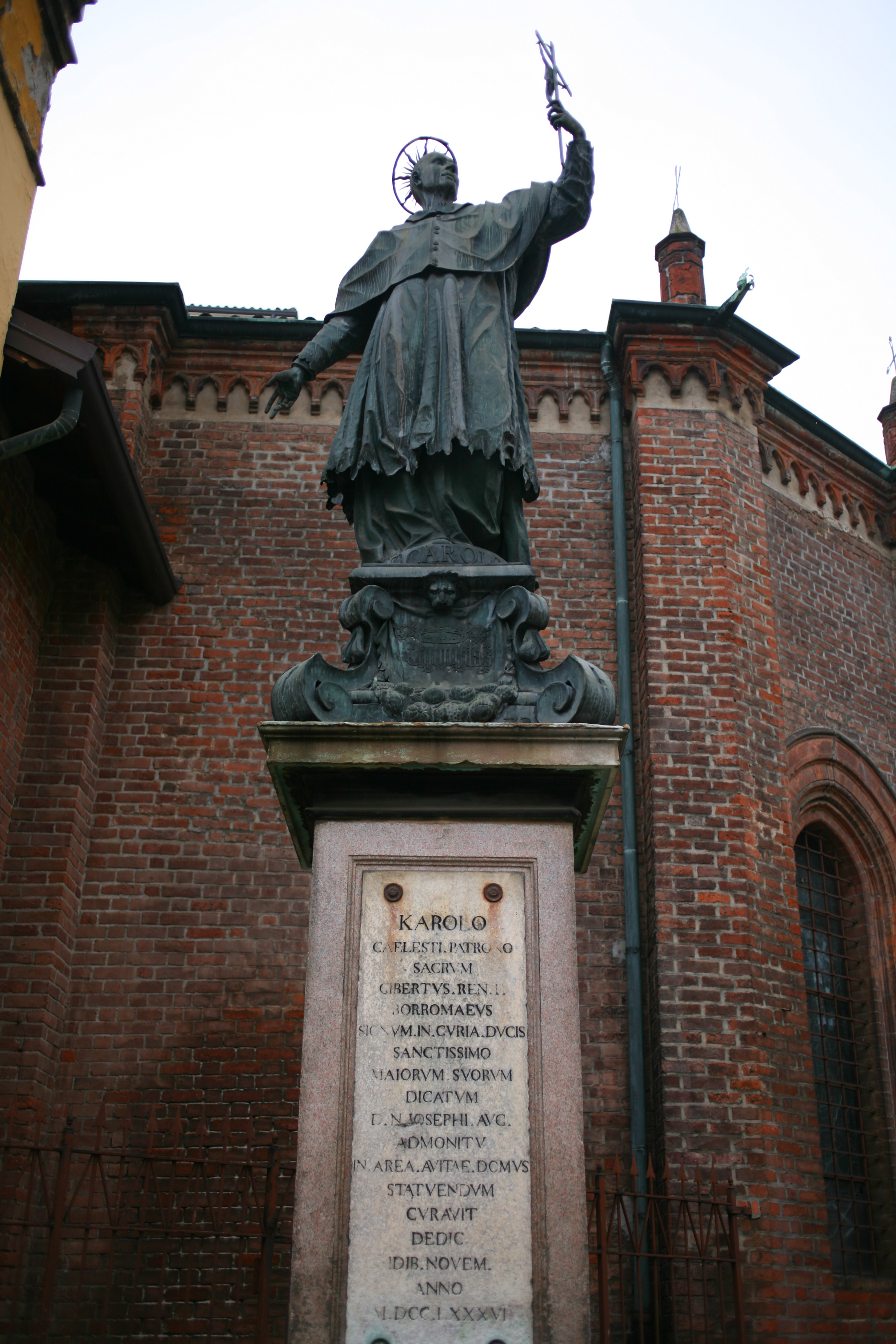
Statua della Croce di San Carlo Borromeo

Pur esistendo sei colonne di epoca precedente, la diffusione a Milano di colonne votive appare principalmente legata agli avvenimenti della peste del 1576. Poiché nel periodo di quarantena era vietato uscire dalle case, in varie piazze vennero organizzati altari per la celebrazione delle messe.
(da una lettera del 29 ottobre 1576)
Altre colonne furono erette successivamente per volere dell'arcivescovo Carlo Borromeo dove si trovavano gli altari.
(dalla Vita di San Carlo Borromeo)
Queste compagnie della Santa Croce, una per ogni colonna o croce, erano indicate in numero di 19 nell'anno 1592. Altre 20 croci furono realizzate dall'arcivescovo Federico Borromeo; in totale, considerando quelle presenti nei Corpi Santi di Milano, si raggiunse un massimo di 59 croci.
Nel 1703 erano presenti 46 Compagnie della Santa Croce.
Nel 1711 l'arcivescovo Giuseppe Archinto, dopo aver ricordato che la croce di Cristo era una sola, dovette intervenire per definire i confini di ognuna delle Compagnie esistenti per dirimere i contrasti sorti tra loro.

## Colonne e croci votive per zona
Sestiere di Porta Comasina 

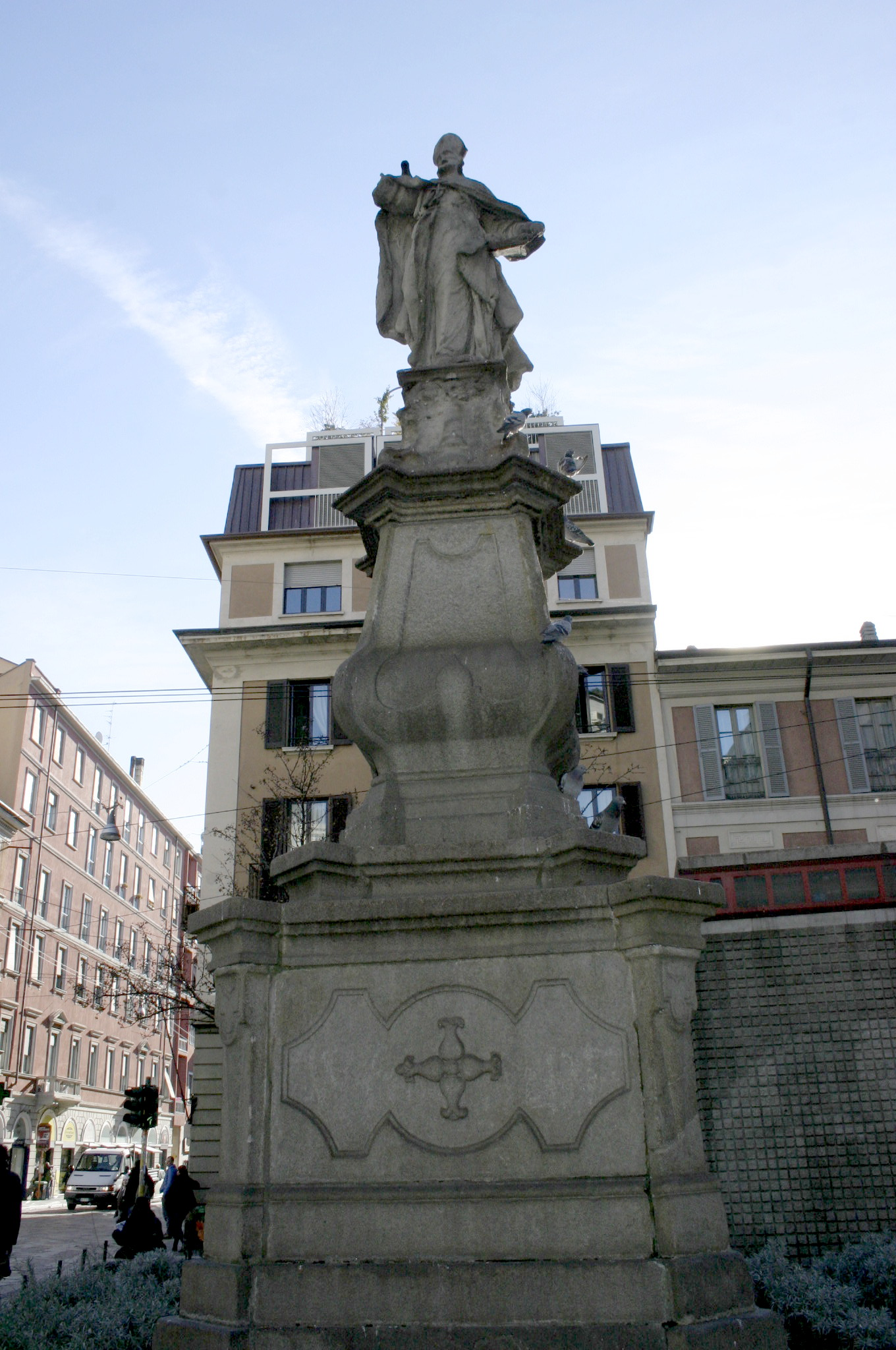
Colonna di San Calimero

- Croce di Sant'Ampelio, nell'attuale piazza del Carmine.[9]
- Croce di San Benigno, situata nell'attuale largo la Foppa.[10]
- Croce di San Barnaba,[11] esistente.
- Croce di San Geronzio, situata all'incrocio tra via Ponte Vetero e via Sacchi.[12]

 Sestiere di Porta Nuova 
- Croce di Sant'Eusebio, situata in piazza San Marco.[13]
- Croce di Santa Maria alla Scala, situata in corrispondenza dell'omonima chiesa in piazza della Scala.[14]
- Croce di San Protaso arcivescovo, indicata anche come croce di San Primo nell'attuale via Manzoni all'angolo con piazza della Croce Rossa.[15]

 Sestiere di Porta Orientale 

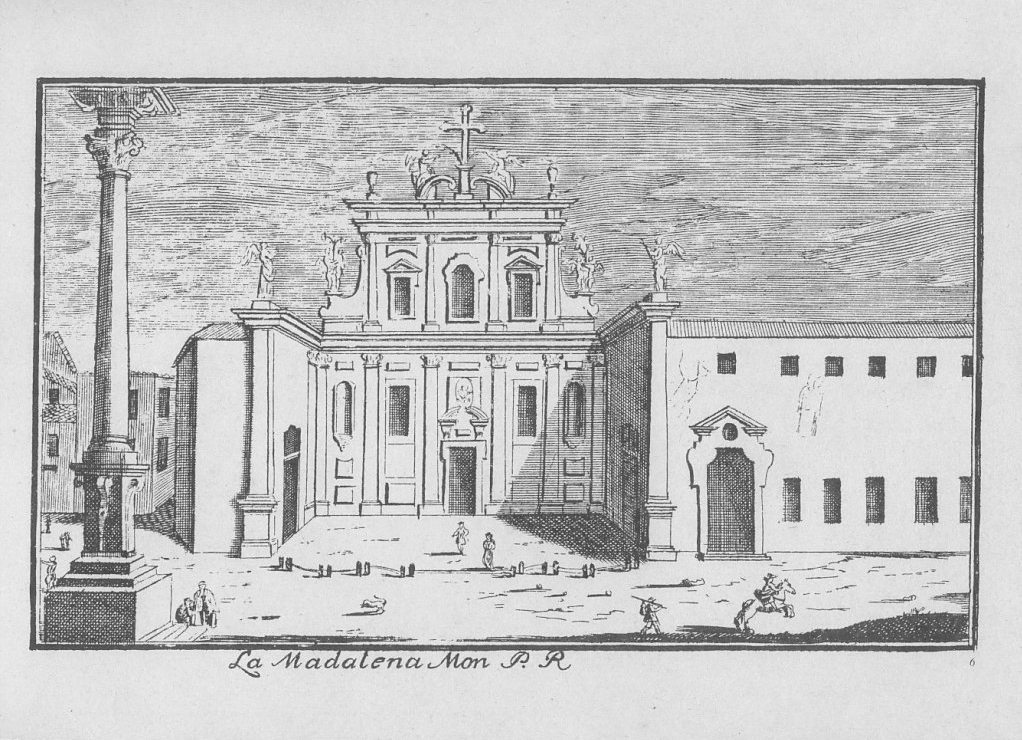
Incisione del monastero della Maddalena: a sinistra la croce di San Senatore

- Croce di San Caio, situata all'incrocio tra via Corridoni e via Cesare Battisti.[16]
- Croce di San Dionigi, situata all'incrocio dell'attuale corso Venezia con via Borghetto.[17] La colonna è citata nel capitolo XI de I promessi sposi e nel saggio storico Storia della colonna infame, entrambi di Alessandro Manzoni. Se ne conserva oggi solo la targa sottostante, presso il Castello Sforzesco.
- Croce dei Santi Gervaso e Protasio.[18]
- Croce di San Martiniano,[19] esistente.
- Croce di San Mona, o Croce di Porta Orientale situata in un'area allora compresa tra l'odierna piazza san Babila e via Montenapoleone.[20]
- Croce di Monforte o Croce di San Mirocleto, situata nell'attuale via Monforte all'incrocio con via Conservatorio.[21]
- Croce di San Salvatore, colonna votiva situata in un'area oggi occupata dagli edifici della Galleria Vittorio Emanuele II allora chiamata "stretta dei Cimatori", successivamente "contrada di San Salvatore", di fronte alla chiesa di San Salvatore in Xenodochio.[22]

 Sestiere di Porta Romana 
- Croce di San Calimero,[23] esistente.

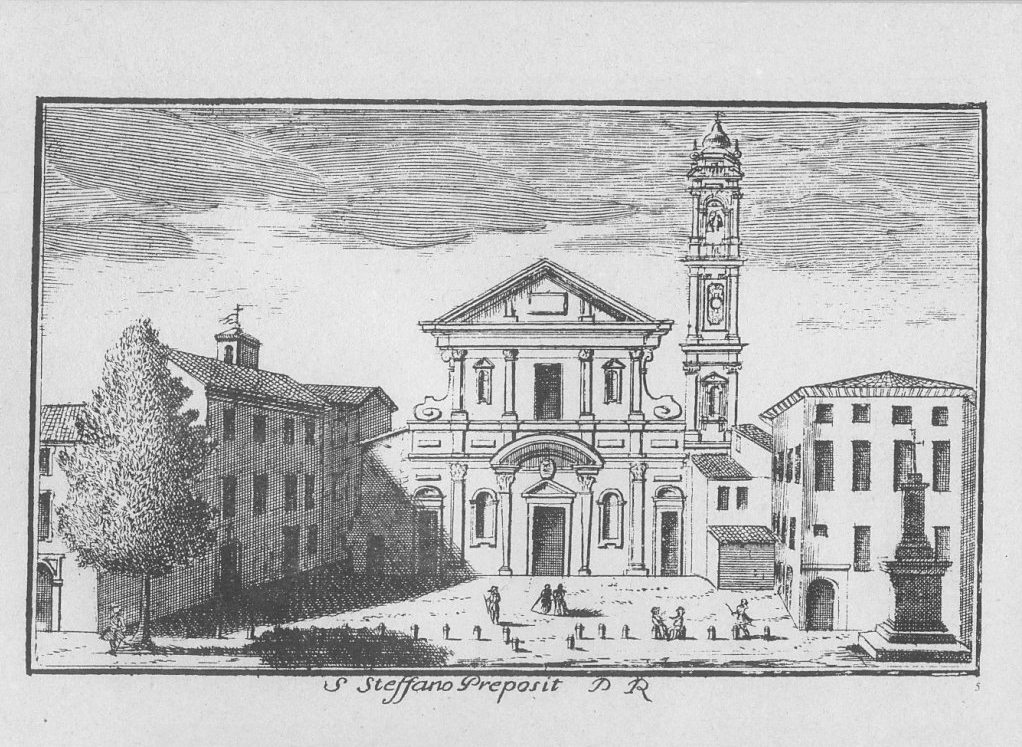
Incisione della Chiesa di Santo Stefano: a destra la croce di San Protaso

- Croce di San Castriziano, situata nella scomparsa contrada dei Tre Re, area che si trovava circa tra le attuali via Baracchini e via Larga.[24]
- Croce di Sant'Elena o Croce di San Senatore,[25] esistente.
- Croce di San Glicerio,[26] esistente.
- Croce di San Marolo,[27] esistente.
- Croce di San Mauricillo, situata all'incrocio tra via Speronari e via Falcone.[28]
- Croce di San Nazaro[18]
- Croce di San Protaso situata nell'attuale piazza santo Stefano all'angolo con via Laghetto.[29]

 Sestiere di Porta Ticinese 
- Croce di San Dazio, situata all'incrocio tra le attuali via De Amicis e via Cesare Correnti.[30]
- Croce di San Lazzaro, esistente.
- Croce di San Magno, situata nell'attuale via Crocefisso.[31]
- Croce di San Mansueto, situata all'incrocio tra le attuali via Arena e via Conce del Naviglio.[32]
- Croce di San Materno, situata al Carrobbio.[33]
- Croce di San Michele, situata all'incrocio tra via Disciplini e via della Chiusa.[34]
- Croce di San Pietro Martire, esistente.

 Sestiere di Porta Vercellina 
- Croce di Sant'Ambrogio, situata nell'attuale area di Piazza degli Affari, allora in prossimità della chiesa di San Vittore al Teatro.[35]
- Croce di Sant'Anatolone, situata nell'attuale corso Magenta all'angolo con via San Giovanni sul muro.[36]
- Croce di Sant'Ausonio.[18]
- Croce di San Rocco, nell'attuale incrocio tra corso Garibaldi e via Anfiteatro.[37]

 Corpi Santi di Milano 

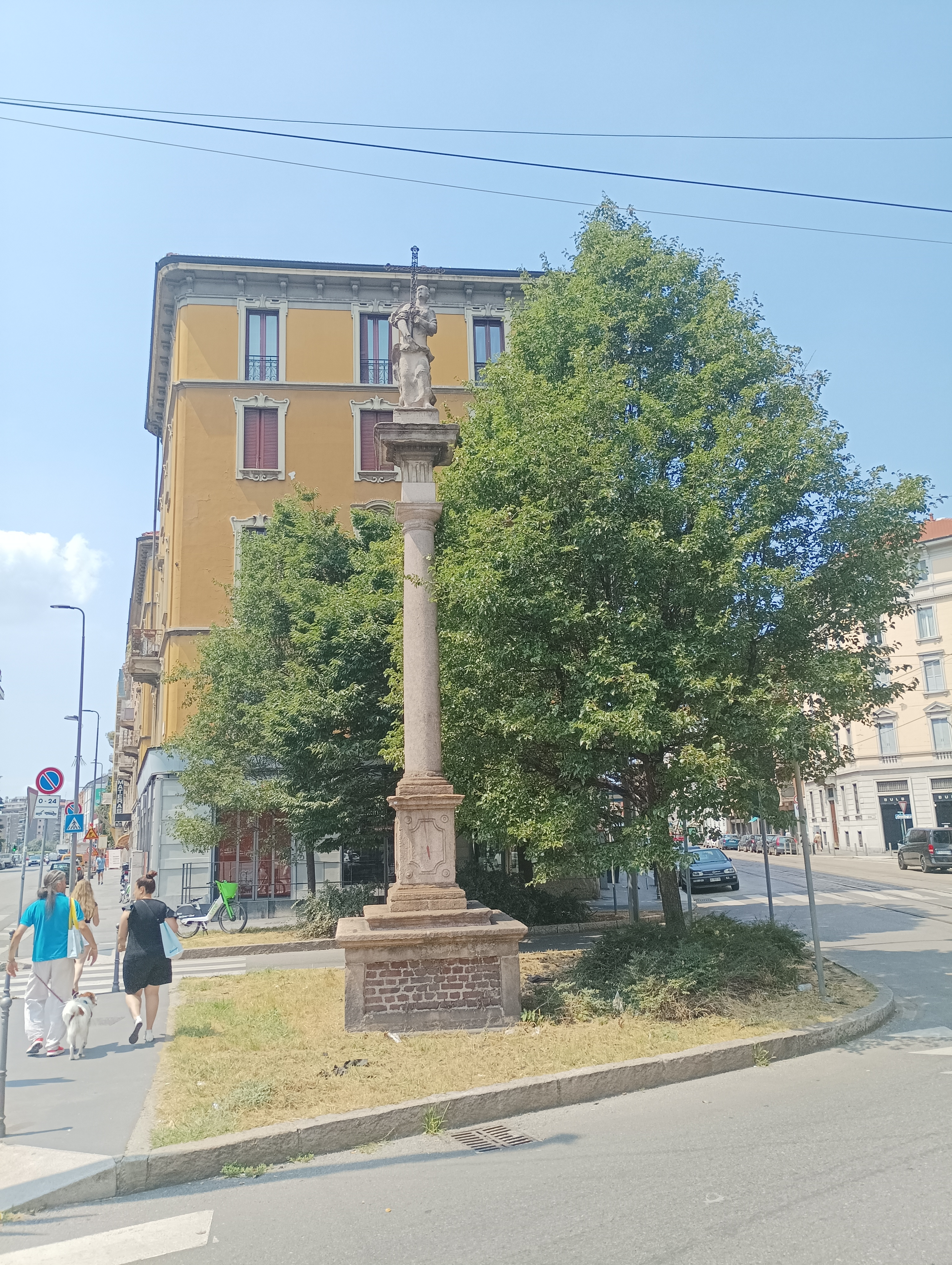
La Croce di Santa Maddalena

- Croce di Santa Maria Bianca al Casoretto.[18]
- Croce di Santa Maddalena, esistente.
- Croce di Quarto Cagnino.[18]

## La processione del 1630

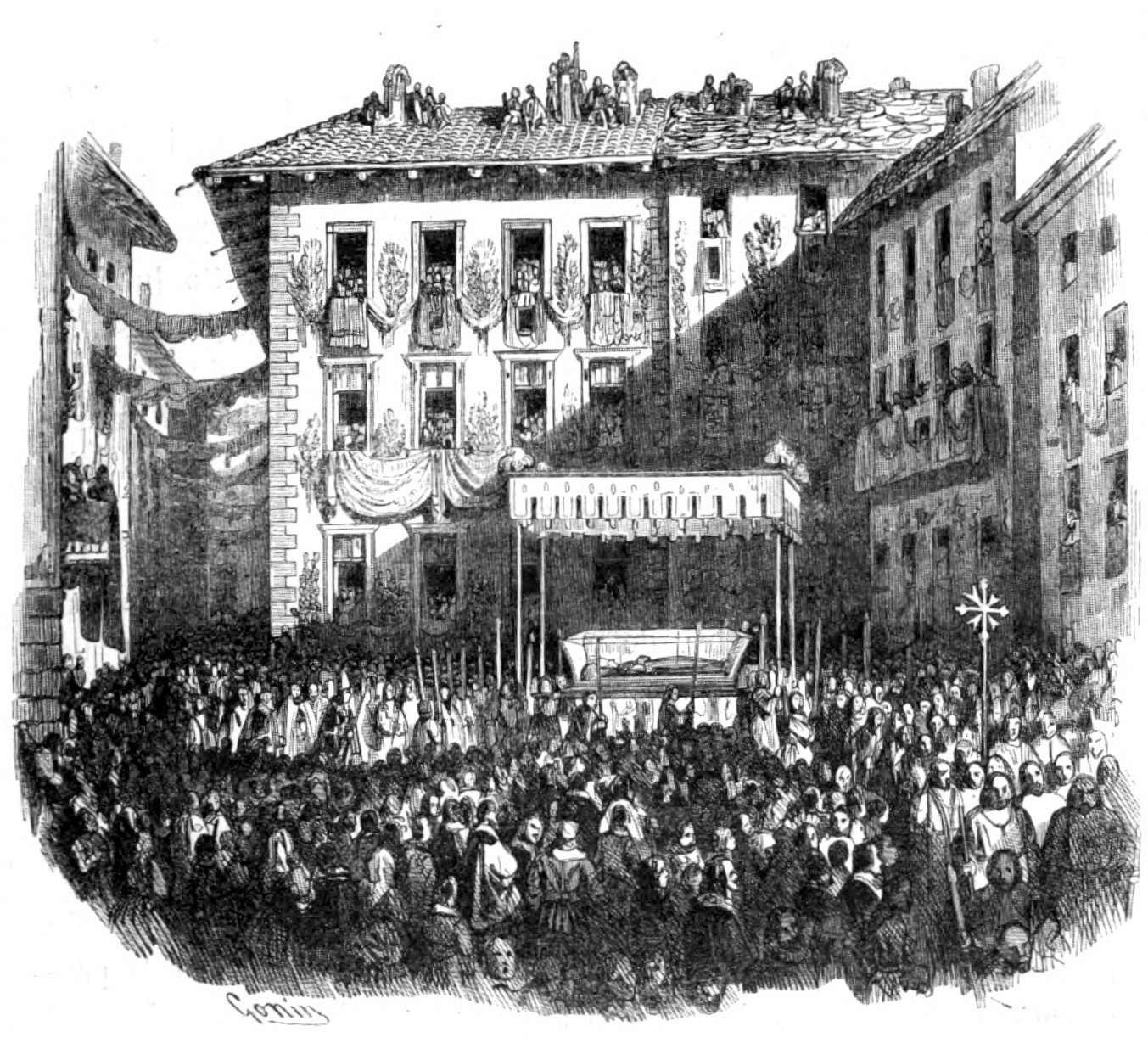
La processione del 1630 in un disegno di Gonin per I promessi sposi

Ogni colonna votiva, oltre a luogo di ritrovo di preghiera pubblico per gli appartenenti alla compagnia, era una croce stazionale, cioè un punto di stazione delle processioni della Via Crucis attraverso le vie di Milano; esistono però ipotesi discordanti sull'abbinamento tra singola colonna e stazione della via Crucis.
Un esempio dell'uso delle colonne come stazioni processionali è dato dalle istruzioni per la processione del corpo di san Carlo che si svolse l'11 giugno 1630 (festa di san Barnaba) durante la pestilenza manzoniana.
Uscita la Processione dal Duomo, s'invierà,passando allato alla Corte, verso alla Dogana sino la Crocetta di S. Satiro, e poi nella Contrada dei tre Rè fino alla Croce del Bottonuto dove si fará la prima Statione.
Indi per Contrada Larga a Santo Steffano per lo corso sino alla Croce di Porta Tosa di dentro, et ivi si farà la seconda Statione.
Indi per la strada della Cantarana diritto alla Croce di Porta Orientale, dove si farà la terza Statione.
Dalla Croce di Porta Orientale per la strada diritta di Sant'Andrea, sino alla Croce di Porta Nuova, dove si farà la quarta Statione.
Dalla detta Croce di Porta Nuova si anderà per la Cantarana di Sant'Agostino, diritto sino al Ponte Vetro, dove si farà la quinta Statione.
Dalla Croce del Ponte Vetro si anderà per lo corso sino alla strada di San Prospero, et indi per la contrada de' Meravigli diritto, sino alla Croce di San Giacomo di Porta Vercellina, dove sarà la sesta Statione.
D'indi si caminerà per lo corso di P. Vercellina sino a S. Rocco, e poi si volterà per lo Nirone et indi si volterà a S. Pietro la Vigna, e passando per S. Maria il Cerchio si anderà al Carobio, ove si farà la settima Statione.
Dal Carobio si anderà per la strada diritta alla Madonna presso la Balla, dove si farà l'ottava Statione.
Dalla Madonna si passerà diritto al Malcantone voltando a San Sepolcro, dove si farà la nona Statione.
Da San Sepolcro si anderà verso la Zecca passando per le Cinque vie venendo verso il Corduce, dove si farà la decima Statione.
Dalla Croce del Corduce si caminerà per la Contrada de' Fustagnari passando per lo Collegio e per lo mezzo della Piazza del Duomo, dove si farà l'ultima Statione.»
(Avviso dell'arcivescovo Federico Borromeo per la processione)

## Demolizioni del 1786
La volontà governativa di eliminare le croci votive, considerate solo come arredo urbano di intralcio alla viabilità, è riconducibile ad uno scambio di missive del 1772 tra il conte di Firmian, ministro plenipotenziario, e il cancelliere von Kaunitz. I disegni delle croci da togliere vennero realizzati di notte dall'architetto Giuseppe Piermarini e inviati a Vienna per essere valutati; venne stabilita l'eliminazione di sei croci.
Con dispaccio 30 marzo 1784 Giuseppe II ordinò la soppressione delle confraternite (escluse quelle del SS. Sacramento) e scomparirono così anche le 35 confraternite della Santa Croce superstiti.
Nel 1786 l'architetto Leopoldo Pollack fu incaricato dal Supremo Consiglio di Governo di valutare l'eliminazione delle colonne che fossero di ostacolo alla circolazione. Pollack elencò 35 monumenti (non solo colonne votive), dei quali 24 furono demoliti e 11 conservati, alcuni con modifiche. Il materiale ricavato dalle demolizioni fu venduto all'asta per lire 3814.

## Colonne votive conservate
- Croce di San Barnaba, anche croce del Cordusio e successivamente croce di San Carlo, situata un tempo nella zona della Curia ducis, l'attuale piazza Cordusio, fu traslata in piazza Borromeo nel 1786 come ricordato nell'iscrizione sul basamento
- Croce di San Calimero (XVII secolo), ne sopravvive parte in largo Crocetta.
- Croce di Sant'Elena o Croce di San Senatore, situata in piazza sant'Eufemia, fu costruita in funzione delle chiese di San Paolo Converso e di Sant'Eufemia.
- Croce di San Glicerio o Croce del Bottonuto (nota anche col nome di obelisco), un tempo situata in un'area compresa tra l'attuale incrocio di via Pantano e via Larga, è stata trasferita nel 1787 nella sua attuale posizione in via Marina angolo via Boschetti.
- Croce di San Lazzaro (1728), situata in piazza Vetra.
- Croce di Santa Maddalena, situata in piazza De Angeli.
- Croce di San Marolo, situata in piazza San Nazaro in Brolo, fu costruita in funzione dell'omonima basilica.
- Croce di San Martiniano, più nota come colonna del Verziere dalla sua posizione nell'antico mercato della verdura di Milano, anticamente situata nel corso di Porta Tosa, oggi via Verziere, si trova oggi al centro del Largo Augusto.
- Croce di San Pietro Martire, situata in piazza sant'Eustorgio, di fronte all'omonima chiesa.

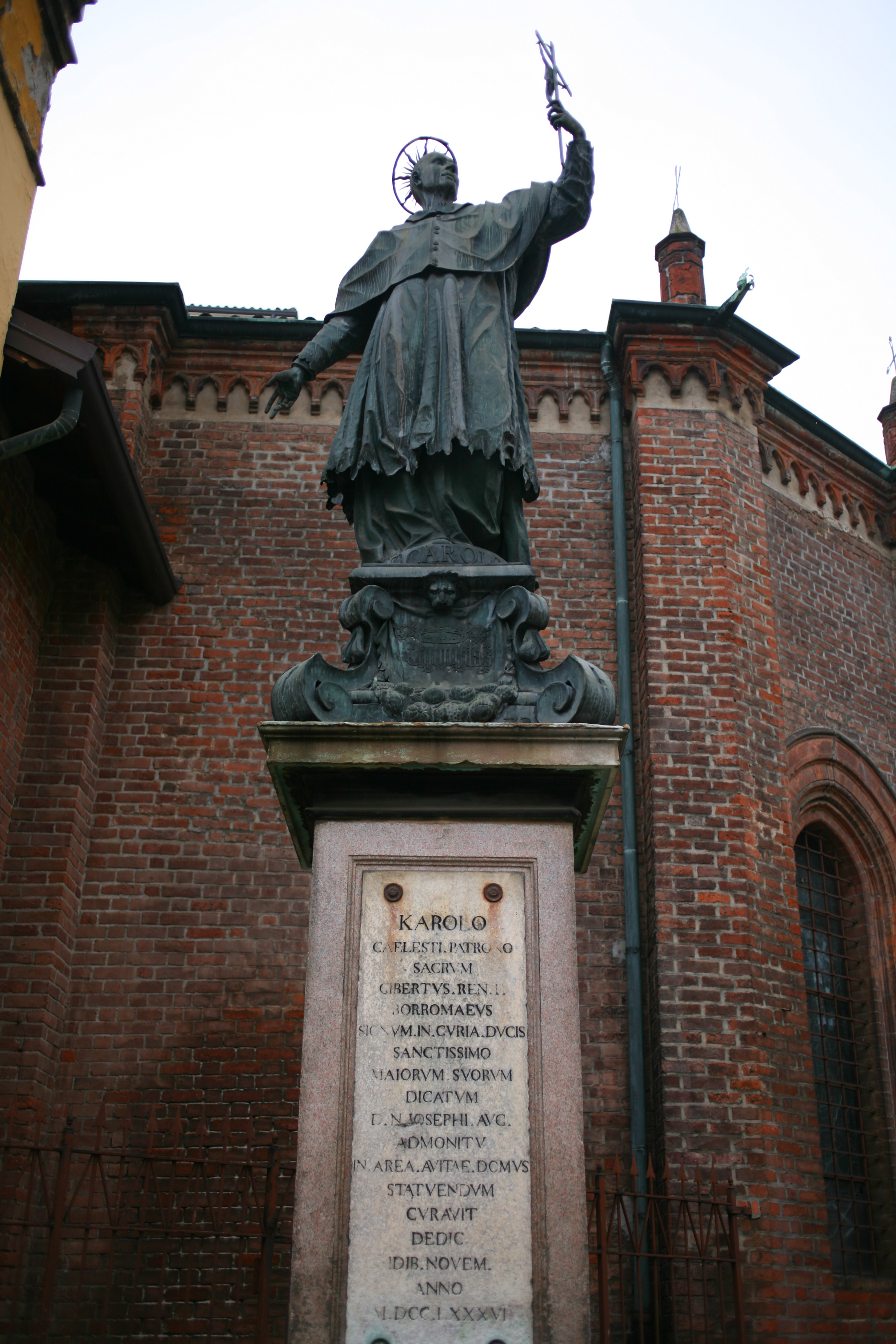
Croce di San Carlo
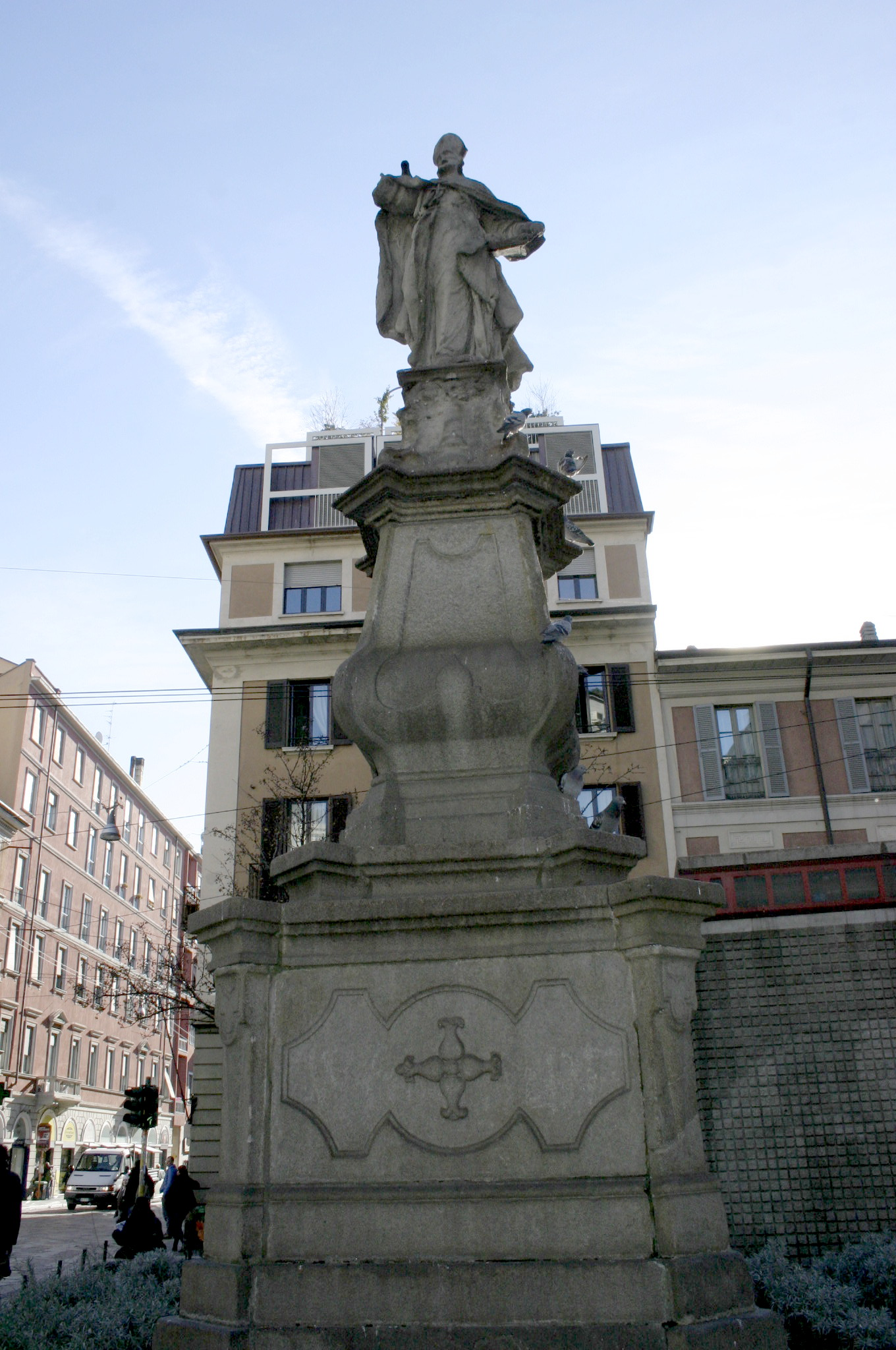
Croce di San Calimero
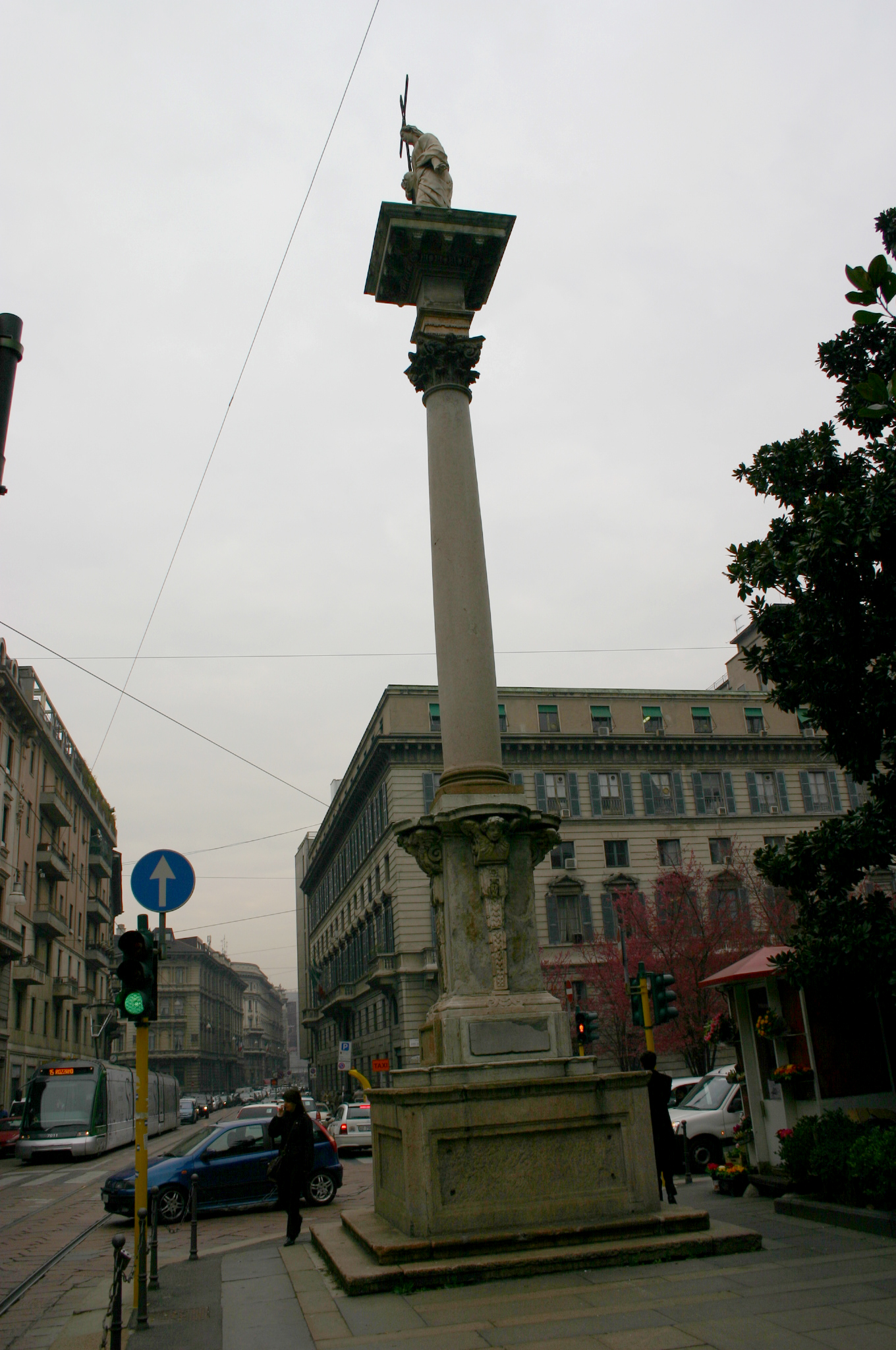
Croce di Sant'Elena
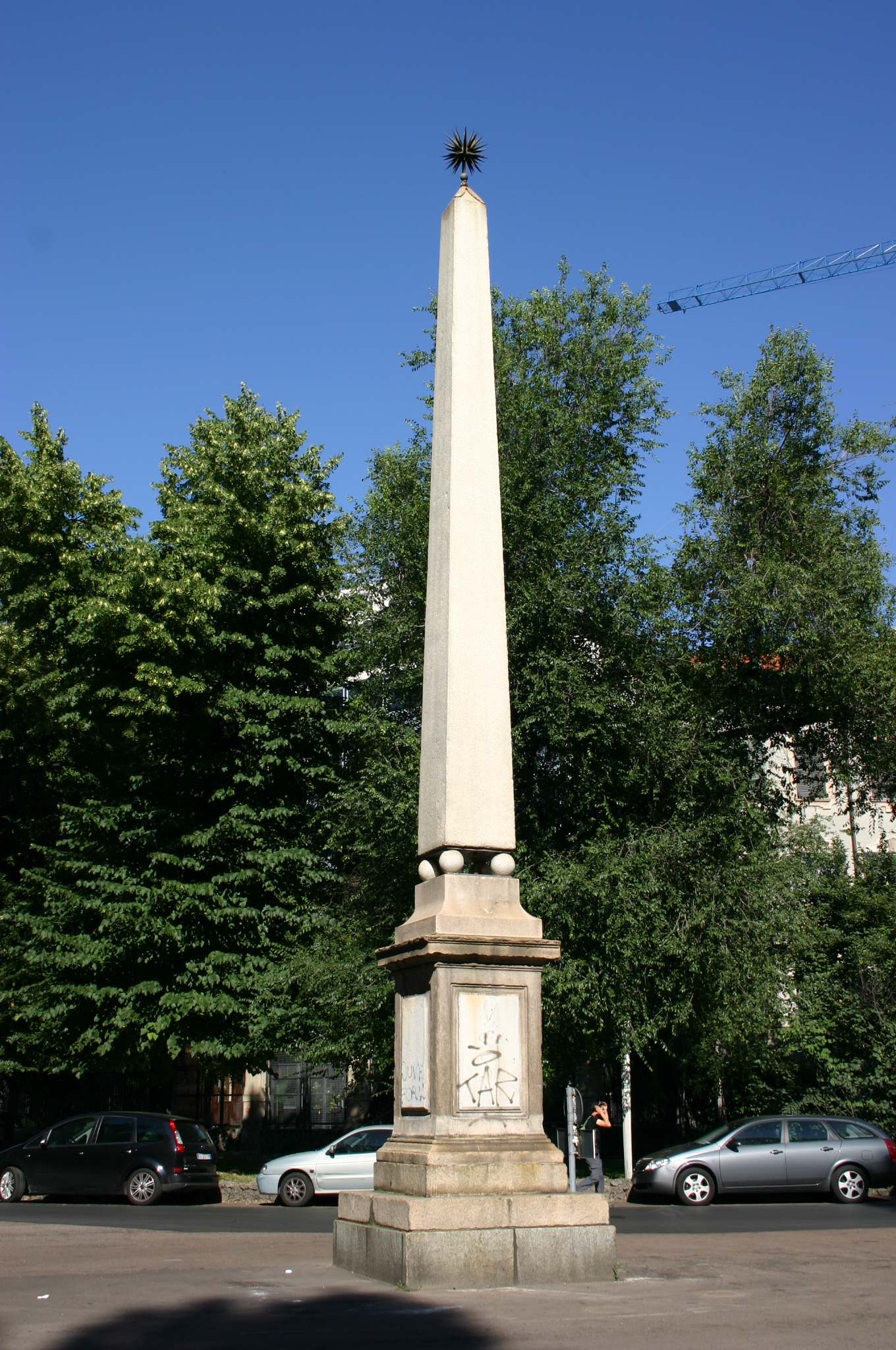
Croce di San Glicerio (obelisco)
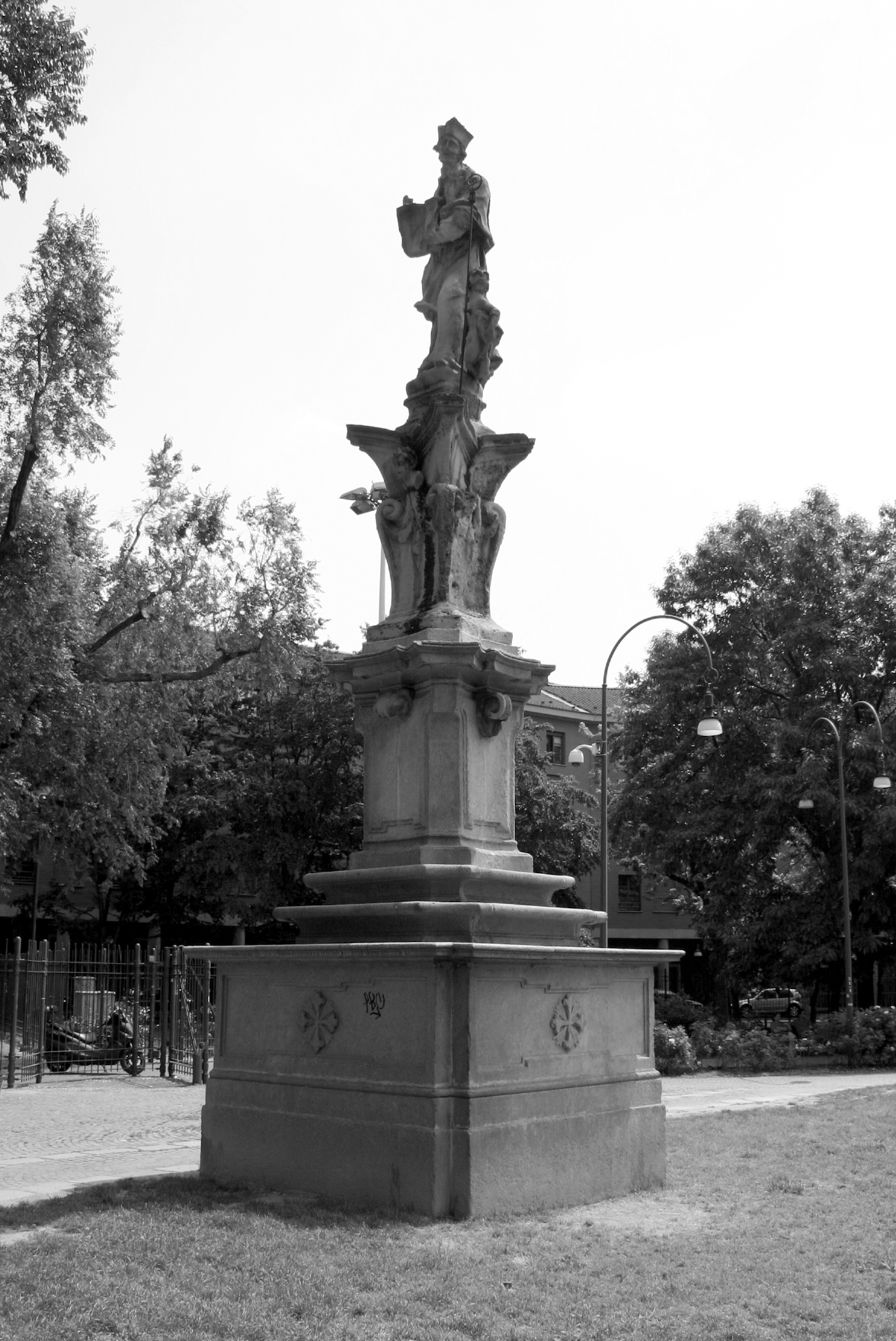
Croce di San Lazzaro
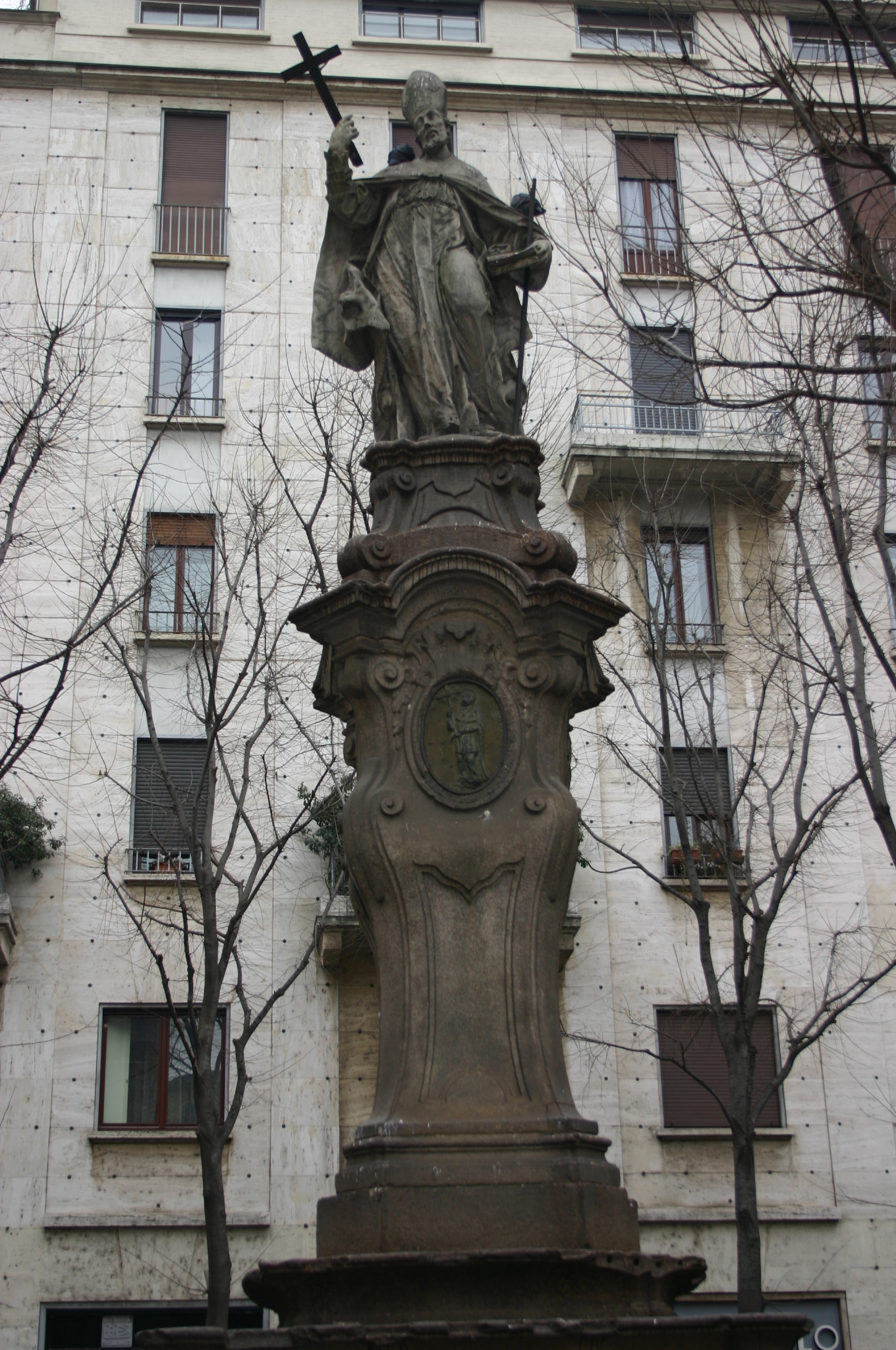
Croce di Sant'Ulderico
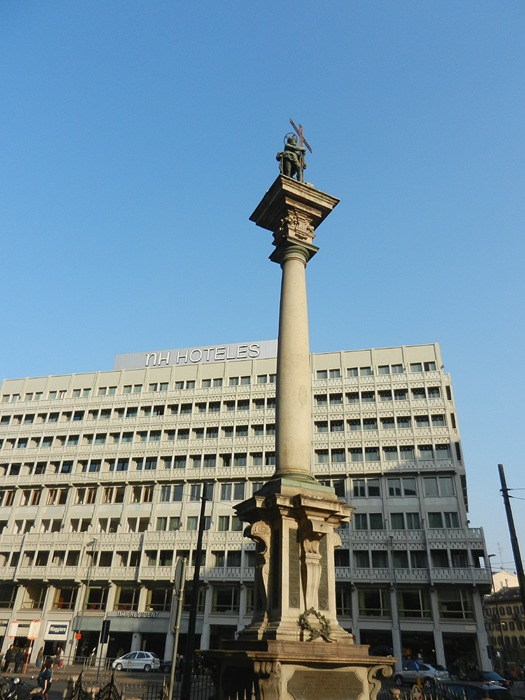
Colonna di San Martiniano (Verziere)
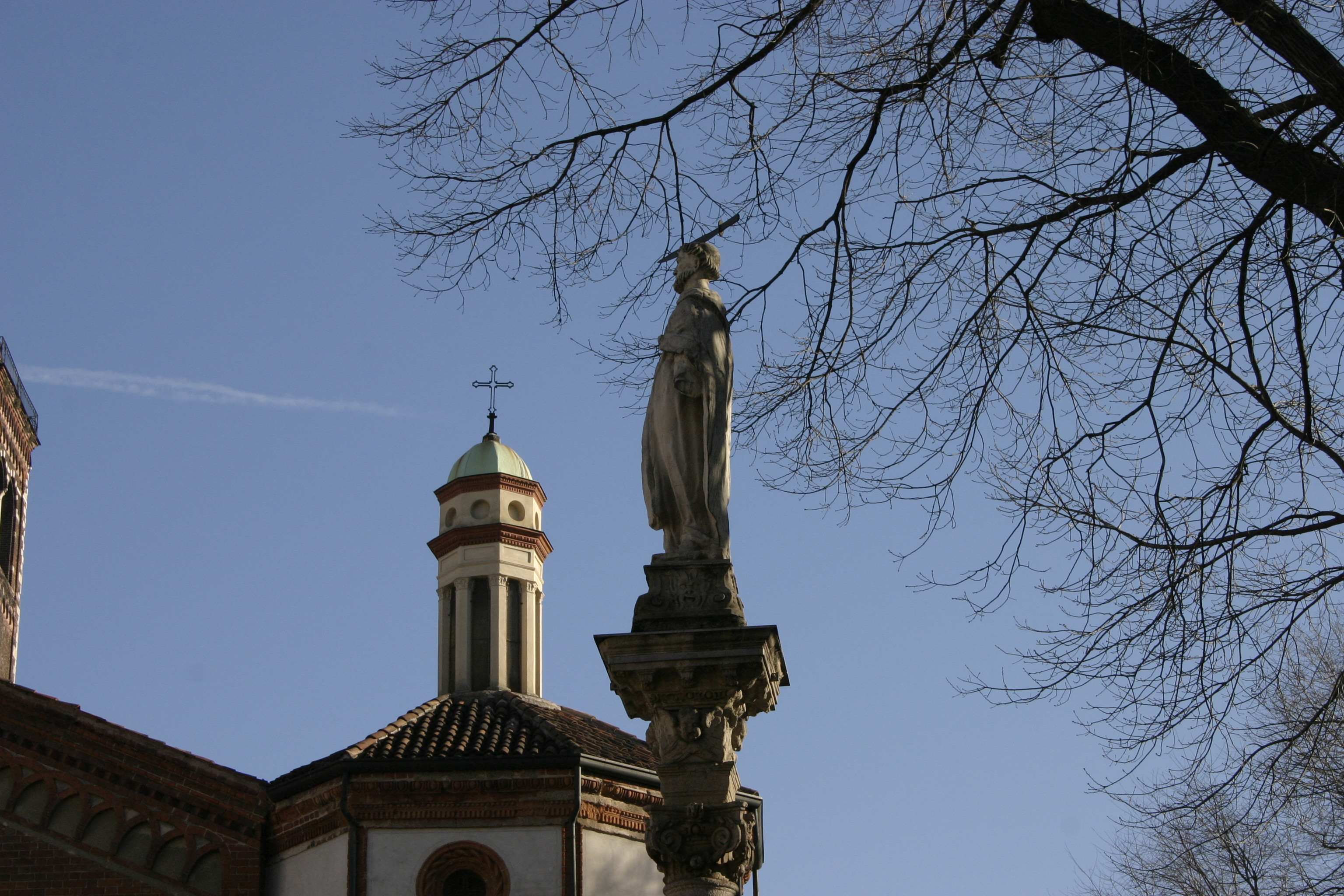
Croce di San Pietro Martire